# Schweiggeria fruticosa
Schweiggeria fruticosa är en violväxtart som beskrevs av Spreng.. Schweiggeria fruticosa ingår i släktet Schweiggeria och familjen violväxter. Inga underarter finns listade i Catalogue of Life.